# 都柏林地鐵
都柏林地鐵（MetroLink）是愛爾蘭首都都柏林的一個地鐵建設計劃。該計劃自都柏林北部出發，途徑都柏林機場等地。2022年7月時，都柏林地鐵計劃在開工。若進展順利的話，預計在2035年通車。

## 外部連結
- 官方网站
- National Transport Authority (NTA) （页面存档备份，存于）
- Dublin – Metro North – Railway Order Application Website